# Rainijohary
Rainijohary (1783-1881), également connu sous le nom d'Andrianisa, est un aristocrate malgache qui a atteint le grade de maréchal. 
Il appartenait à la caste des Hova, la caste roturière de l’ethnie Merina. En 1852, Rainijohary a épousé Ranavalona Ire, la reine du royaume de Madagascar.

## Biographie
Rainijohary naît en l'an 1783. Ses parents appartiennent au clan Tsimahafotsy, qui avait aidé le roi Andrianampoinimerina à réunifier les royaumes de Merina au sein du royaume Imerina. Rainijohary est nommé officier dans l'armée d'Andrianampoinimerina, père du roi Radama Ier. À la mort de Radama, le 27 juillet 1828, Rainijohary et trois autres officiers (Andriamihaja, Andriamamba et Ravalontsalama) envisagent de placer son épouse Ramavo sur le trône. Ils cherchent le soutien de l'armée et de l'influente andriana et réussissent à former un puissant groupe. Ramavo se proclame reine le 11 août 1828 et prend le nom de Ranavalona. Elle promeut ensuite Rainijohary au poste de maréchal. 
Après le décès de son deuxième mari, Rainiharo, le 10 février 1852, Ranavalona se remarie avec Rainijohary et reste son épouse jusqu'à sa mort, le 16 août 1861. 
Rainijohary a soutenu Ranavalona dans sa politique d'autosuffisance et l'exclusion des Européens du royaume. Il a travaillé en étroite collaboration avec le Premier ministre progressiste Rainivoninahitriniony, qui, contrairement à lui, avait opté pour la modernisation occidentale. 
Rainijohary est exilé à Ambohimanga le 9 avril 1862 pour son rôle dans un complot contre Radama II, fils de Ranavalona et héritier du trône, mais est libéré après la mort de roi. L'épouse de Radama II, Rasoherina, succède à son défunt mari et épouse le Premier ministre Rainivoninahitriniony peu de temps après son accession au trône. Rainijohary rejoint la faction conservatrice, mais ne réussit pas à arrêter la modernisation occidentale. 
Rainijohary meurt en 1881, sous le règne de Ranavalona II, à Tsiatosika, une ville proche de Mananjary. 